# Reinprecht V. von Graben
Reinprecht V. von Graben zu Kornberg, auch Grabner sowie vom Graben (* auf Schloss Kornberg, genannt zwischen 1456 und 1493) war ein österreichischer Edelmann aus der steirischen Linie der Herren von Graben auf Schloss Kornberg. Er war ein habsburgischer Kämmerer, Verwalter und Heerführer. Als Pfleger (Erz)Herzogs Siegmund von Österreich-Tirol trat er auch im niederösterreichischen Strudengau sowie auf Ehrenberg in Tirol in Erscheinung.

## Biografie

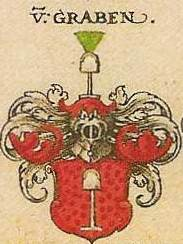
Wappen der steirischen Von Graben auf Kornberg, Johann Siebmachersche Wappentafel

Reinprecht von Graben kommt aufgrund seiner Bezeichnung Von Graben zu Kornberg, sowie der Nennung als ein Bruder von Wolfgang von Graben († vor 1468) auch zeitlich gesehen als ein Sohn des Burggrafen Friedrich II. von Graben und der Elisabeth Steinwald von Fladnitz in Frage. Er war zwei Mal verheiratet; zuerst mit Barbara Nothaft zu Wernberg, und hernach mit Margarete/Barbara von Wolfstein.
Reinprecht von Graben trat in die Dienste von Herzog Siegmund von Österreich ein, als dessen Pfleger (auch Burggraf) im Strudengau er 1456 genannt wird. 1458 wurde er auch als Kämmerer von Erzherzog Albrecht VI. von Österreich genannt. Herzog Siegmund forderte Von Graben im Jahre 1464 im Zuge der habsburgischen Erbstreitigkeiten auf, die Veste Struden an Kaiser Friedrich III. abzutreten. Als nun kaiserlicher Pfleger im Strudengau wurde Reinprecht im Jahre 1471 zur Einziehung einer kaiserlichen Heiratssteuer an Polen bestimmt. 1460 fand ein Vergleich zwischen Von Graben und Herzog Siegmund aufgrund einer nicht bezahlten Schuld seitens Erzherzog Albrecht statt.

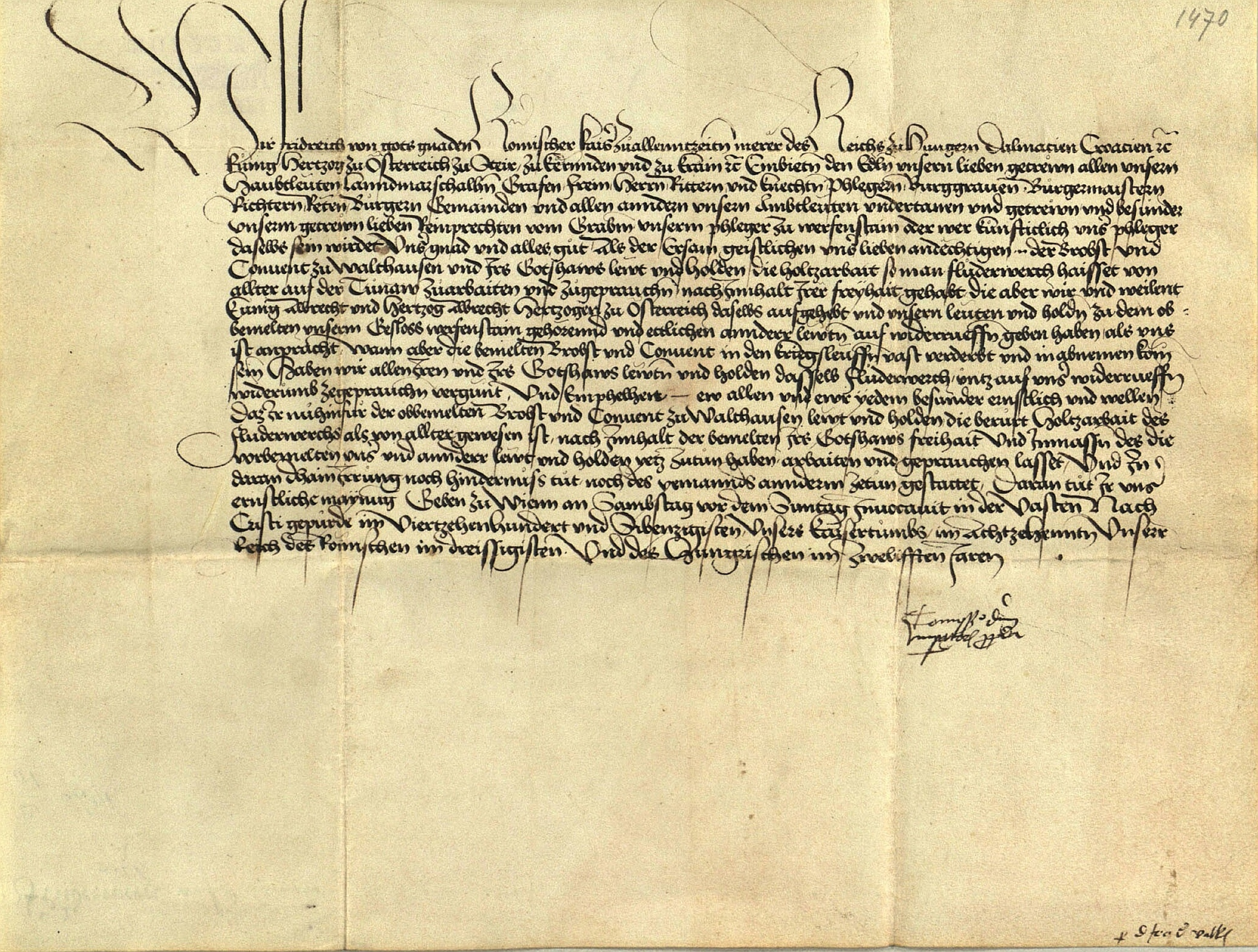
Kaiser Friedrich III. befiehlt Reinprecht (V.) von Graben, Pfleger zu Werfenstein, im Jahre 1470 den Propst und Konvent des Stiftes Waldhausen ihren Leuten und Holden an der Holzarbeit "Fluderwerch" auf der Donau nicht zu ihrren, die sie nach ihrer Freiheit arbeiten dürfen, ihnen aber zu Gunsten der Leute und Holden von Werfnstein von König Albrecht II. aufgehoben war.

Zwischen den Jahren 1461 und 1473 scheint Reinprecht von Graben als Herzog Siegmunds Pfleger von Ehrenberg (altertümlich: Erenberg, Ernberg) und danebst auch für Aschau in Tirol verantwortlich. Im Jahre 1475 kaufte Reinprechts Schwager Heinrich der Jüngere Rindscheid aus dessen Besitz die Burg Werfenstein im Struden. Da dieser Kauf unrechtmäßig war, musste Rindscheid im Jahre 1479 Kaiser Friedrich Urfehde schwören.
Reinprecht von Graben war als Militär 1474/75 im Krieg gegen Karl dem Kühnen von Burgund Führer des Nürnberger Kontingents. 1493 scheint er noch bei der Schlacht auf dem Krbava-Feld als einer der kaiserlichen Armeeführer aus Innerösterreich im Krieg gegen die Osmanen auf.

## Information
Die Daten zu diesem Artikel wurden aus der Von Graben Forschung von Matthias Laurenz Gräff übernommen.